# Ambystoma lermaense
Ambystoma lermaense är en groddjursart som först beskrevs av Taylor 1940.  Ambystoma lermaense ingår i släktet Ambystoma och familjen mullvadssalamandrar. IUCN kategoriserar arten globalt som akut hotad. Inga underarter finns listade i Catalogue of Life.